# エチルメチルセルロース
エチルメチルセルロース(Ethyl methyl cellulose)は、増粘安定剤、乳化剤として用いられる物質である。E番号は、E465である。
化学的には、エチル基とメチル基がエーテル結合したセルロースの誘導体である。アルカリの存在下で、セルロースを硫酸ジメチル及びクロロエタンで処理して製造する。